# 国立病院機構長崎医療センター

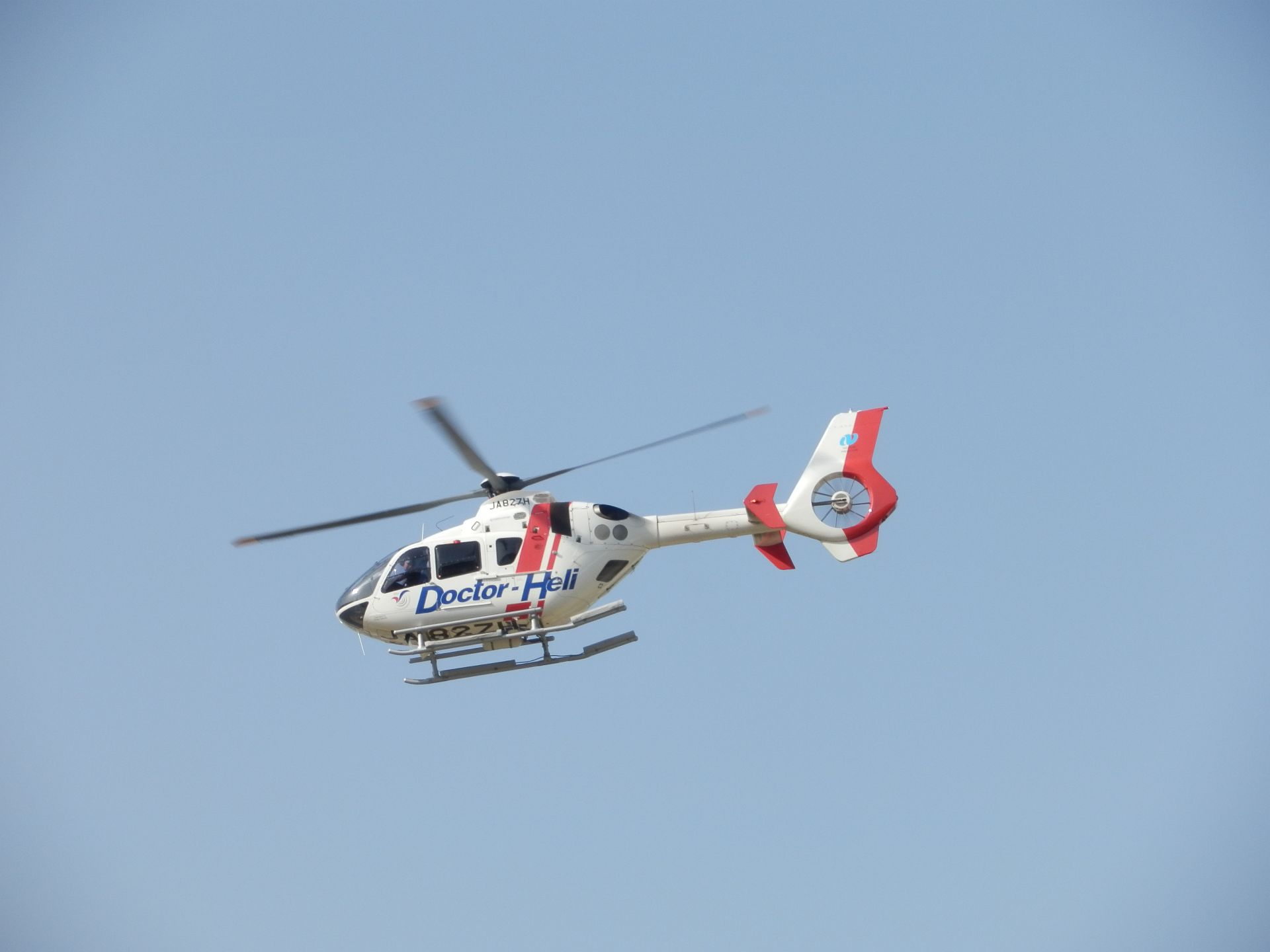
長崎県ドクターヘリ

独立行政法人国立病院機構長崎医療センター（どくりつぎょうせいほうじんこくりつびょういんきこうながさきいりょうセンター）は、独立行政法人国立病院機構が運営する医療機関。長崎県大村市久原に位置する病院である。旧名称は、国立病院長崎医療センター。2004年（平成16年）より現在の名称となる。政策医療ネットワークにおける肝疾患の高度専門医療施設（準ナショナルセンター）であるほか、成育医療の基幹医療施設、がん、循環器病、精神疾患、免疫異常、腎疾患、内分泌・代謝性疾患、感覚器疾患、骨・運動器疾患の専門医療施設であり、国際医療協力、エイズ、災害医療も手がける。長崎県の基幹災害医療センター、肝疾患診療連携拠点病院に指定されている。

## 特徴
長崎県内でも有数の病院であり、市外・県外・離島からの急患患者を受け入れるためのヘリポートも完備されており、ドクターヘリ事業を行っている。年間の出動件数は400件前後である。
2003年（平成15年）に新病棟が完成に伴い敷地内に移転した。ベッド数は650床、使用率も95％と非常に高い。
院内設備は電子カルテを始めとした最先端技術を導入しており、スムーズな診療体制が整えられている。初診において紹介状が無い際は、初診時選定療養費として別途7,700円が徴収される。
病院内の1階にファミリーマートがあり、介護用品等も取り扱っている。タバコ・喫煙具の類は販売されていない（他にも酒類や成人向け雑誌を扱わない、24時間経営でない等、通常の営業形態と異なる）。ほか、以前は1階にドトールコーヒーショップが出店していたが、撤退し、病院食堂の系列の喫茶コーナーに改装された。
10F（屋上）には、和室・ギャラリー・図書室・コインランドリー・屋上庭園が備わっている。
中でも屋上庭園からは大村市街を一望できる。

## 主な機能
- 政策医療ネットワークにおける高度専門医療施設（肝疾患）
- 地域医療支援病院
- 総合周産期母子医療センター
- がん診療連携拠点病院
- エイズ治療拠点病院
- 肝疾患診療連携拠点病院
- 原子力災害拠点病院

## 沿革
- 1942年（昭和17年）10月、大村海軍病院として運営開始。
- 1945年（昭和20年）12月、厚生省へ移管され国立大村病院となる。
- 1947年（昭和22年）10月、高等看護学院附設。
- 1949年（昭和24年）5月25日 - 昭和天皇病院に行幸（昭和天皇の戦後巡幸）[2]。
- 1950年（昭和25年）7月、国立長崎病院を統合。
- 1971年（昭和46年）4月、臨床研修指定病院に指定。
- 1975年（昭和50年）4月、国立長崎中央病院と名称変更。
- 1999年（平成11年）3月、高度専門医療施設（肝疾患）の指定。日本初の脳死腎移植。
- 2001年（平成13年）1月、厚生労働省へ移管。4月、国立病院長崎医療センターと名称変更。
- 2004年（平成16年）4月、独立行政法人国立病院機構長崎医療センターと名称変更。
- 2006年（平成18年）12月、長崎県ドクターヘリ運航開始
- 2008年（平成20年）4月1日をもって看護学校の学生募集停止。
- 2009年（平成21年）4月、センター構内に活水女子大学の大村キャンパス（看護学部）を開設。
- 2013年（平成25年）3月25日、長崎医療センター 研修医同窓会「あかしや医師の会」を設立。
- 2013年（平成25年）6月1日、当院のマスコット（ゆるキャラ）、ヘリドッグ太くんが登場。国立病院機構としては初めて。
- 2016年（平成28年）3月、原子力災害拠点病院に指定
- 2018年（平成30年）4月、高度救命救急センター指定

## 交通アクセス
- JR大村駅から【1】または【3】のバスで15分程度（大村ターミナルからなら【1】の他に【5】【SL】【SR】のバスも利用可能）。
  - 最寄りのバス停留所は病院玄関口の「長崎医療センター」（徒歩1分）であるが、多くのバスは「長崎医療センター前」（徒歩3分）か「久原」（徒歩10分）となる。
- 長崎空港 - 諫早駅前間で運行しているバス（県営バス10番）路線の一部に「長崎医療センター」の敷地内に乗り入れる便がある。この場合「医療センター経由」と表記される（空港方面に11便・諫早方面に13便）。
- JR岩松駅から徒歩20分程度。
- 木場スマートインターチェンジから車で5分程度。

## 特記事項
- 1945年（昭和20年）、長崎市への原子爆弾投下に伴い700人ほどの被災者が大村海軍病院に収容された。しかし終戦直後から治療に当たっていた医師が逃げ出し、残った医師もサボタージュ状態となったため、8月末で450人の重症患者を退院させざるを得なくなり、10月時点の入院患者は2000人収容の病院に3人のみの状況となった。その頃、原爆の被害が及んだ長崎医科大学 (旧制)は、大村海軍病院へ教室を移したこともあり、病院そのものを医大に転用するよう佐世保鎮守府に対し要請を行ったが、「目下の日本の情勢では大学教育を必要としない」「南方から引き揚げてくる傷痍軍人の病院として残さねばならない」として却下。結果的に厚生省所管の国立病院化が行われた[3]。
- 1997年（平成9年）の臓器移植法施行後、国内初の臓器移植を行った3病院の1つとして注目を集めた。
- 2011年（平成23年）現在、病院近くに「久原駅」の新設が予定されている。
- 高速道路を用いての救急搬送も多い。最寄りの長崎自動車道木場PA付近に救急車専用の非常出口が存在していた。（現在はスマートインターチェンジ化している。）
- センター敷地内には、大村出身の医師「長与専斎」の旧家が史跡として残されており、他にも海軍病院時代の門柱や現在は入り口付近にある休憩所に旧ゲート跡が残されている。